# Spitalul Brâncovenesc
Spitalul Brâncovenesc (dt.: Das Krankenhaus von Constantin Brâncoveanu oder Das Krankenhaus im Brâncoveanu-Stil) war ein Krankenhaus in Bukarest, Rumänien. Es wurde während des Sozialismus im Jahr 1984 abgerissen, um Platz für den neuen Centrul Civic zu schaffen. Es befand sich an der Kreuzung zwischen Calea Călărașilor und Bulevardul Mircea Vodă, vor der Piața Mântuleasa.

## Geschichte
Das Krankenhaus wurde zwischen dem 28. August 1835 und dem 14. Oktober 1838 im Auftrag der Frau des Grigore Basarab Brâncoveanu, Safta Brâncoveanu, gebaut und war ursprünglich für mittellose Menschen gedacht. Nach dem Bau hatte es 60 Betten. Das Krankenhaus wurde nach einem schweren Brand zwischen den Jahren 1880 und 1890 in einem für die Zeit modernen Stil aufgebaut. Nun besaß es eine U-Form und eine Kirche im Innenhof, einen riesigen, mit Büsten dekorierten Hauptsaal und zahlreiche neue Zimmer mit insgesamt 240 Betten. Im Jahr 1904 entstanden neue Gebäude sowie eine Medizinschule und ein Armenhaus.
Nach der Enteignung der Reichtümer der Brâncoveanu-Familie half Karl II. bei nötigen Reparaturen durch Spenden. Zur Zeit des Zweiten Weltkrieges wurde das Krankenhaus für kurze Zeit in ein Militärkrankenhaus umgewandelt und hatte nun 500 Betten. Im Jahr 1949 wurde im Krankenhaus die erste „Klinik für Orthopädie und Unfallchirurgie“ des Landes gegründet, bis 1964 geführt von Acad. Al. Radulescu und danach von Prof. Aurel Denischi weitergeführt. Nach dem Erdbeben von 1977, bei dem das Krankenhaus schwer beschädigt wurde, hat man beschlossen, es zusammen mit einem Fünftel des historischen Stadtzentrums von Bukarest und den Halele Unirii abzureißen, um Platz für den neuen Centrul Civic zu schaffen.

## Bibliografie
- Dr. Gomoiu V, Dr. Plătăreanu V., chirurgi ai spitalului, Centenarul Spitalului Brâncovenesc (1837-1937), Monitorul Oficial și Imprimeriile Statului – Imprimeria Națională, București, 1937
- Centenarul Spitalului Brâncovenesc, și primul său medic, Societatea Regală Română de Istoria Medicinei, București, 7. Mai 1936;
- Spitalul Brâncovenesc dintre anii 1838-1842 Societatea Regală Română de Istoria Medicinei, București, 11. Juni 1936.